# 拉美西斯十一世
拉美西斯十一世（英語：Ramesses XI）古埃及新王国时期第二十王朝的末代法老。（约公元前1107年—约公元前1077年在位），在位时期阿蒙神祭司和努比亚总督多次激战，阿蒙神高级祭司倒台，社会四分五裂，王室庙宇和陵墓不断遭到洗劫。他的陵墓也因此施工中断并未使用。公元前1085年，军官赫里霍尔重建社会秩序，成为阿蒙神的高级祭司，同时攫取了全部王室和朝政头衔。拉美西斯十一世死后，第二十王朝结束。埃及进入第三中间期。